# Slepákovití
Slepákovití (Typhlopidae) je čeleď přibližně 203 druhů nejedovatých drobných hadů rozdělených do 6 rodů. Slepáci jsou rozšířeni v Asii, Africe, Austrálii, Indonésii, Jižní a Střední Americe, dva druhy žijí v Severní Americe a jeden druh zasahuje i do Evropy (Typhlops vermicularis). Jsou to především podzemní živočichové.

## Evoluce
Zástupci této skupiny se objevili pravděpodobně v průběhu druhohor (v období pozdně jurské až raně křídové periody, asi před 160 až 125 miliony let). Fosilie zástupců této skupiny jsou známé například z pozdní křídy Brazílie (druh Boipeba tayasuensis).

## Popis
Jedná se o drobné plazy, kteří jsou blízce příbuzní s čeledí Leptotyphlopidae a Anomalepidae. Společně patří do nadčeledi Scolecophidia. Slepáci se od slepanů Leptotyphlopidae liší tím, že na rozdíl od nich mají zuby pouze v horní čelisti (zatímco slepani jen v dolní). Mají jen levou plíci, která je však značně protažená dopředu a obepíná jejich dýchací trubici kolem dokola. Oči mají značně zakrnělé a rozeznávají pouze světlo a tmu. Lebeční kosti jsou pevně srostlé, v oblasti pánve je charakteristický srůst několika obratlů. Pánevní pletenec zachován však není. Dorůstají obvykle pouze kolem 30 centimetrů, největší druh Typhlops schlegeli dosahuje však i jednoho metru délky. Slepáci nemají břišní šupiny, hřbetní šupiny obepínají celé tělo. Na konci ocasu mají malý trn, který slouží k posouvání v chodbičkách, které si hloubí v podzemí. Stejně tak i šupiny na hlavě jsou uzpůsobeny tak, aby se slepákům dobře rylo. Pověra praví, že slepáci trnem dokáží probodnout kůži a že obsahuje jed. Domorodci se slepáků proto bojí. Je to však nesmysl. Přesto je trn používán hady při obraně.

## Potrava a způsob života
Slepáci jsou hadi, kteří zřídka navštěvují zemský povrch. Žerou termity, mravence, jejich larvy, ale i další druhy hmyzu. Vzhledem k primitivní lebce nejsou schopni pozřít větší kořist. Kladou vajíčka, kterých bývá kolem 3 až 5 kusů.

## Rozdělení čeledi
Čeleď obsahuje 203 druhů rozdělených do 6 rodů:
- Acutotyphlops – 5 druhů
- Cyclotyphlops – 1 druh
- Ramphotyphlops – 49 druhů
- Rhinotyphlops – 28 druhů
- Typhlops – 120 druhů
- Xenotyphlops – 1 druh